# Edelsitz

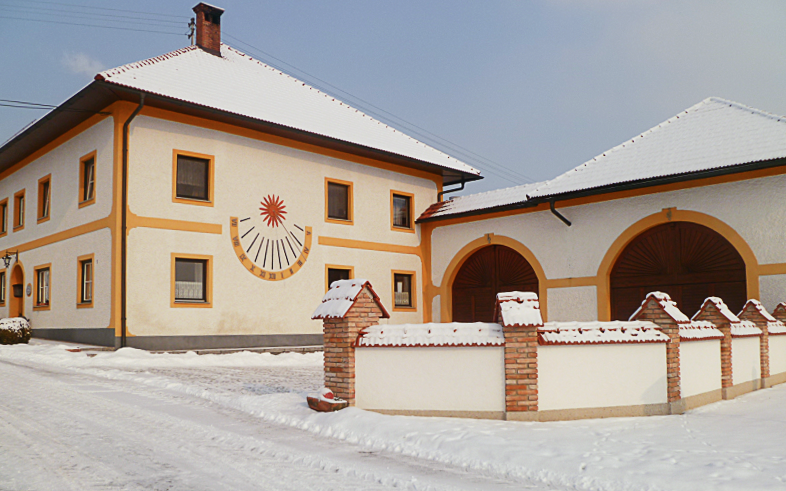
Edelsitz Obenaus als Beispiel für einen ehemaligen Edelmannssitz

Ein Edelsitz (auch Edelmannsitz oder Freisitz) ist ein kleiner, nicht befestigter, aber repräsentativer Wohnsitz eines Adligen von niederem Adelsrang, der keine Burg erwerben oder bauen konnte. Die Erhebung eines solchen Wohnsitzes zu einem Edelsitz erfolgt durch einen höhergestellten Adligen.

## Verbreitung
Edelsitze existierten vor allem in Süddeutschland, aber auch in den Gebieten der Habsburgermonarchie. Eine hohe Anzahl von Edelsitzen gibt es in der Oberpfalz. 